# Nate Grey
Nathaniel "Nate" Grey (X-Man) là một siêu anh hùng hư cấu xuất hiện trong truyện tranh Mỹ, được xuất bản bởi Marvel Comics, thường kết hợp với X-Men. Được tạo bởi nhà văn Jeph Loeb và nghệ sĩ Steve Skroce, nhân vật lần đầu tiên xuất hiện trong X-Man #1 (tháng 3 năm 1995).